# Schwalbenohl
Schwalbenohl ist ein Quartier in der Stadt Attendorn im Kreis Olpe (Nordrhein-Westfalen). Das Quartier liegt zwischen Ennest und der Innenstadt Attendorns.

## Geschichte
Das Wachstum der Stadt insbesondere durch Vertriebene aus Osteuropa und Flüchtlingen aus der DDR veranlasste die Wohnungsbaugenossenschaft des Kreises Olpe seit Mitte der 1950er Jahre auf Initiative der Stadt Attendorn zum Bau des Stadtquartiers Schwalbenohl. Dies war nötig, weil im bisherigen Stadtgebiet (Altstadt) kaum noch Bauflächen zur Verfügung standen. Die Kommune stellte für das Projekt Grundstücke zur Verfügung. Das Quartier war vor allem für die Aufnahme von Flüchtlingen und Vertriebenen vorgesehen. Daher wurde es unter anderem durch Eingliederungsdarlehen für Ostvertriebene gebaut. Außerdem waren die neuen Mieter verpflichtet Anteile an der Genossenschaft zu zeichnen. Daneben wurden weitere Wohnungen aus Mitteln eines Programms für Umsiedler aus der DDR finanziert. Im Vordergrund stand es, den Bewohnern von Notunterkünften, bessere Wohnungen zu verschaffen. Es wurden in der Folge eine Reihe von Sechsfamilienhäusern für insgesamt 600 Personen gebaut. Außerdem wurde ein fünfstöckiges Wohn- und Geschäftshaus errichtet.
In der Folge wurde die Siedlung durch weitere Neubauten erweitert. Einige Bauten waren für Menschen vorgesehen, die dem Bau der Biggetalsperre weichen mussten. Ende der 1950er Jahre gab es bereits 31 Wohngebäude mit 150 Wohnungen. Es gab auch ein fünfstöckiges Wohn- und Geschäftshaus. Zur Nahversorgung gab es darin unter anderem eine Gaststätte, einen Friseur, eine Lebensmittelgeschäft und eine Sparkasse. Das Gebäude ist stadtbildprägend und wird als Hochhaus wahrgenommen. Ein weiterer Ausbau der Siedlung erfolgte in den 1960er Jahren.